# XHamster
xHamster (транскр.  Екс-хамстер) порнографски је медијум и сајт за друштвено умрежавање са седиштем у кипарском граду Лимасолу, са канцеларијама у Хјустону, Кјоту и Лондону. Нуди порнографске видео-записе које отпреме корисници, моделе испред веб-камере, порнографске фотографије и еротску књижевност и укључује функције друштвеног умрежавања. Основан је 2007. године. Са више од 10 милиона чланова, трећи је најпопуларнији порнографски веб-сајт на интернету након Екс-видеоза и Порнхаба.
xHamster је производио Секс фактор, телевизијску ријалити серију у којој се мушкарци и жене такмиче да постану порнографске звезде. Сајт је циљан као део кампања малверзације, а неке владе су га забраниле као део већих иницијатива против порнографије на интернету.